# Myrvapenfluga
Myrvapenfluga (Clitellaria ephippium) är en tvåvingeart som först beskrevs av Fabricius 1775.  Myrvapenfluga ingår i släktet Clitellaria och familjen vapenflugor. Enligt den svenska rödlistan är arten nära hotad i Sverige. Arten förekommer på Öland, Götaland, Svealand och Övre Norrland. Artens livsmiljö är skogslandskap, jordbrukslandskap. Inga underarter finns listade i Catalogue of Life.

## Bildgalleri

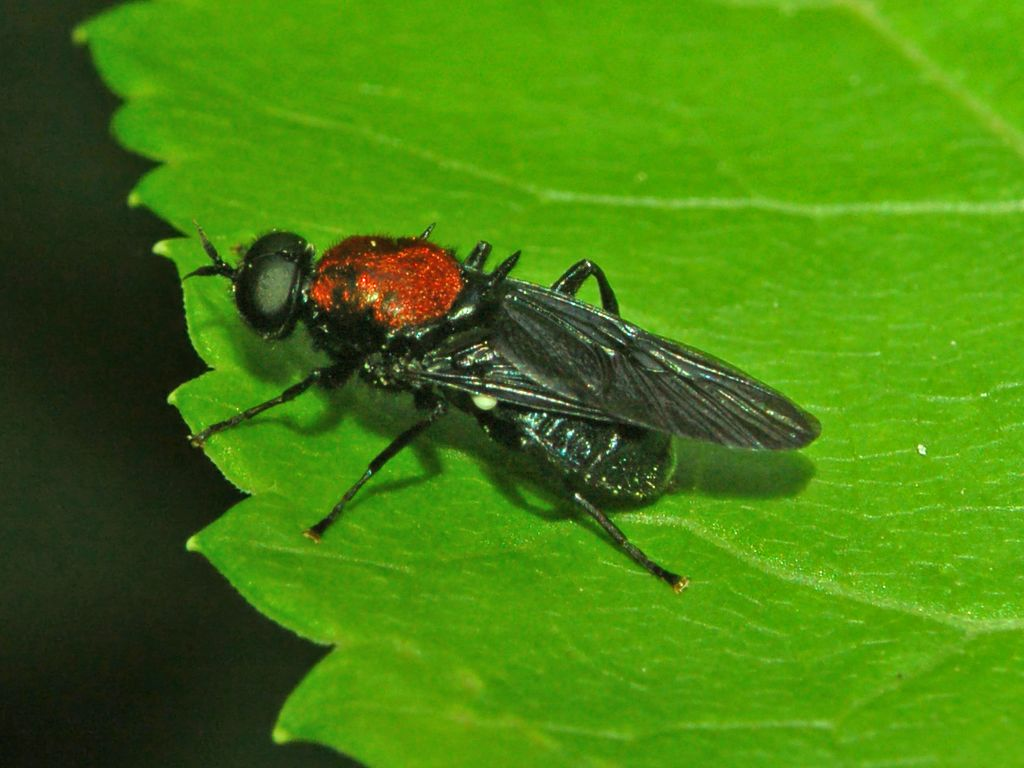